# Melón de oro

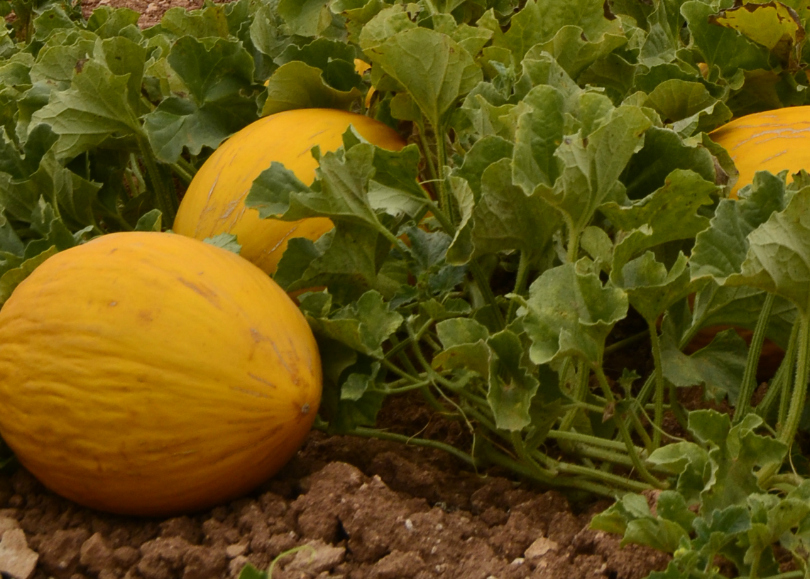

El Melón amarillo de Onteniente  es una variedad de melón autóctona de la ciudad española de Onteniente, Valencia. Se cultiva desde hace más de 700 años en el término de la localidad, y se caracteriza por ser un melón amarillo de carne compacta, dulce y blanca, con un equilibrado contenido en azúcares.

## Excepcionalidad genética
El melón amarillo de Onteniente tiene unas características genéticas excepcionales conseguidas después de más de siete siglos de cultivo ininterrumpido al término de la ciudad durante los cuales ha mantenido su pureza, según han avalado estudios científicos realizados por el Instituto de Conservación y Mejora de la Agrodiversidad Valenciana (COMAV). El estudio asegura que el melón de Onteniente es una variedad genética única en el mundo con más de siete siglos de cultivo ininterrumpido al territorio particular de Onteniente.

## Historia

### Primeros antecedentes: de 1424 alsigloXVII
El cultivo documentado del melón al término se remonta a principios del siglo XV, pero se considera muy anterior a pesar de la ausencia de documentación seriada al Archivo Municipal de Onteniente. Ya al primer libro de calònies (o multas), que corresponde a 1424, aparece documentada la producción de melones de todo el año.
En el siglo XV, la producción del melón se da a huertos cerrados de la periferia de la villa y a los de diferentes partidas del término, como Agrillent, Cantamilans y en el Llombo. Además, se producía a los campos de secano, donde resulta más difícil de documentar dada la costumbre de practicar el policultivo. Además, a lo largo de los siglos XVI y XVII la producción de melón de oro estaba orientada de manera muy evidente al consumo local y el auto abastecimiento de los labriegos.

### Salto cualitativo:sigloXVIII
La situación cambia ostensiblemente en el siglo XVIII cuando disponemos de mayor, más detallada información. En una de las comidas o banquetes que relata y cita la Fábula de fábulas del fraile Lluís Galiana (Onteniente, 1740-1771) donde se menciona: "treren per postres meló i figues". Lo cual nos permite verificar que era un producto consumido habitualmente en la dieta de los ontenienses del Setecientos.
Esto lo corroboran algunos datos extraídos de contratos de arrendamiento. En uno de los contratos, correspondiendo al heredado de Morera y redactado lo 1763, comprobamos la obligación del medianero de haser dos anegadas de melones tanto de agua como de todo el año. Esto nos permite constatar, además, que las denominaciones populares de las variedades mencionadas tienen carácter histórico.
Antonio José de Cavanilles, por otro lado, remarca la producción de melones, junto a la huerta de Elche. La cuantifica en 1795 en 270.000 unidades (ó 22.500 docenas, según refleja el ilustrado), una cantidad muy considerable.

### Época contemporánea: los melones de Oro de Penadés y la difusión internacional del producto
A partir de la época contemporánea, el cultivo del melón de todo el año a la ciudad de Onteniente se basaba en una producción de cariz industrial, como indica la Topografía médica de Ontinyent de 1916. También se recoge la presencia del melón de todo el año a la lista de precios de los artículos de consumo, lo cual constata que los melones de todo el año eran de comercialización habitual.
Es muy relevante, por los datos aportados, la relación realizada en 1934 por los ontenienses Jaime Miquel, licenciado en Ciencias, Farmacia y Leyes, y por Antonio Torró Olmo, profesor y doctor en Filosofía y Letras:

“A principios de siglo, el inteligente agricultor Juan Penadés Morán envió a los barones de Goya Borrás, que residían en París, y de una de cuyas fincas, la Baronía, era aquel mediero, un regalo de melones, de la clase selecta que aquel mediero acababa de cultivar en la finca. Resultaron de tan exquisito gusto que los barones regalaron algunos a sus amistades y todos propusieron el que se trajeran luego todos los años a París. El primer punto de envío fue un hotel de la capital francesa; luego el señor Penadés trató el negocio con un comerciante de frutas y concertaron el envío anual de 20.000 melones. Ahí comenzó esta hermosa exportación. Los melones son en verdad excelentes de oro, como aquí se les llama, no solo por su color amarillo y forma regular, sino más bien por su gusto exquisito. Los hijos del Señor Penadés Morán y ahora también sus nietos, Micó Penadés, llevan adelante el negocio, con otros comerciantes de Onteniente. Se mandan melones de Onteniente a todas partes; la cosecha se recoge en agosto, pero resiste bien hasta noviembre y más. [...] La familia Penadés ha habido año que ha producido medio millón de melones. También el señor Simó los produce en gran cantidad, y en pequeñas cantidades, todo Onteniente. Las cantidades que se producen y exportan de guisantes corren también parejas con las de melones. Ambas cosechas se hacen en secano. (…)”.

La iniciativa de Joan Penadés Moran logró entidad suficiente como para explicar su participación en la Exposición Regional de 1909, en Valencia, y en la Exposición Franco-Española de Zaragoza de 1908, donde además obtuvo la medalla de oro y diploma de honor. Además, era proveedor de la Casa Real.

## Leyendas, Anécdotas y curiosidades
Hay una anécdota al respecto de una frase de Winston Churchill, amante de la buena mesa, que fue pronunciada en la Cámara de los Comunes británica en el transcurso de una discusión sobre el alcance o la gravedad de la evacuación de Dunkerque por las tropas británicas y francesas en 1940. Churchill habría reaccionado ante la acusación velada de cobardía de las tropas británicas por parte de otro parlamentario británico, diciendo El soldado imperial es tan bueno o mejor que los melones dorados (los golden melons o melones de Onteniente). Hacía referencia así a la fama que tenían estos productos en el mercado de Covent Garden de Londres. La anécdota acredita la fama de los melones de oro como un producto de lujo o de gourmet, ofrecido a los mercados más exclusivos.